# 22907 van Voorthuijsen
22907 van Voorthuijsen è un asteroide della fascia principale. Scoperto nel 1999, presenta un'orbita caratterizzata da un semiasse maggiore pari a 3,0646360 UA e da un'eccentricità di 0,1432504, inclinata di 9,91065° rispetto all'eclittica.